# Вилађо Тривулцио (Лоди)
Вилађо Тривулцио је насеље у Италији у округу Лоди, региону Ломбардија.
Према процени из 2011. у насељу је живело 46 становника. Насеље се налази на надморској висини од 57 м.